# 大多布林卡农村居民点
大多布林卡农村居民点（俄语：Большедобринское сельское поселение）是俄罗斯联邦沃罗涅日州埃尔季利区所属的一个农村居民点。其下辖有1个居民点，行政中心为大多布林卡。据2016年统计，该农村居民点的人口为441人。